# Selección femenina de rugby de Estados Unidos
La selección femenina de rugby de Estados Unidos es el equipo nacional que representa la USA Rugby (USAR). 
Pariticpa cada cuatro años en la Copa Mundial Femenina de Rugby y anualmente en la Pacific Four Series.

## Síntesis
El equipo estadounidense siempre finalizó en los 7 primeros puestos en las Copas Mundiales, aunque su rendimiento ha ido de mayor a menor. De esta forma las Águilas obtuvieron el título en 1991 en forma invicta venciendo en la final a Inglaterra por 19 - 6. En las dos siguientes ediciones finalizaron en el segundo puesto, perdiendo la final de 1994 frente a Inglaterra y la de 1998 frente a Nueva Zelanda.
Junto a las selecciones mencionadas, Canadá y Francia son rivales frecuentes en algunos torneos como la Nations Cup Femenina, la Canada Cup y recientemente la Super Series.
Desde 2021 se incorporó en la Pacific Four Series enfrentando a los seleccionados de Australia, Canadá y Nueva Zelanda.

## Palmarés
- Copa Mundial (1): 1991[1]

## Participación en copas
| - Gales 1991: Campeón invicto - Escocia 1994: 2º puesto - Países Bajos 1998: 2º puesto - España 2002: 7º puesto - Canadá 2006: 5º puesto - Inglaterra 2010: 5º puesto - Francia 2014: 6º puesto - Irlanda 2017: 4º puesto - Nueva Zelanda 2021: Cuartos de final - Inglaterra 2025: clasificado - Australia 2029: por clasificar - Estados Unidos 2033: clasificado (anfitrión) - WXV 2 2023: 5° puesto - WXV 1 2024: 6° puesto - Pacific Four Series 2021: 2° puesto - Pacific Four Series 2022: 3º puesto - Pacific Four Series 2023: 4.º puesto (último) - Pacific Four Series 2024: 3.º puesto - Pacific Four Series 2025: 4º puesto - Super Series 2015: 3º puesto - Super Series 2016: 4º puesto (último) - Super Series 2019: 5º puesto (último) | - Canada Cup 1993: 2º puesto - Canada Cup 1996: 2º puesto - Canada Cup 2000: 3º puesto - Canada Cup 2005: no participó - Nations Cup 2008: 3º puesto (último) - Nations Cup 2009: 2º puesto - Nations Cup 2011: 3º puesto - Nations Cup 2013: 3º puesto - Churchill Cup 2003: 3º puesto - Churchill Cup 2004: 3º puesto |